# Karin Ebensperger
Karin Ebensperger Ahrens (Santiago, 4 de marzo de 1955) es una periodista y ex presentadora de televisión chilena. Durante más de 25 años condujo diversos programas de conversación en Canal 13 de Chile, entre ellos Almorzando en el trece.

## Biografía
Es la hija mayor del matrimonio formado por Jorge Ebensperger Grassau y la deportista y medallista Marlene Ahrens.
Estudió Periodismo en la Universidad Católica de Chile; allí también obtuvo el grado de magíster en Ciencias Políticas. 
Fue deportista y practicó el atletismo, particularmente la competencia de 100 metros con vallas, y representó a Chile en el Sudamericano de Uruguay en 1977. También compitió en salto ecuestre en diversos campeonatos representando al Club de Polo y Equitación San Cristóbal.
Se casó con Sergio Eguiguren Muñoz, muerto en 2009, con quien tuvo cinco hijos: la también periodista Marlén Eguiguren, el abogado Sergio Eguiguren, las mellizas Alejandra y Bárbara Eguiguren, y Sofía Eguiguren.

## Trayectoria profesional
Trabajó para la televisión de la Universidad Católica (hoy Canal 13 de Chile) como analista internacional en su noticiero central Teletrece y como conductora de Encuentro Noticioso en la antigua señal internacional del citado canal entre 1980 y 2005.
Es analista internacional del think tank de derecha Libertad y Desarrollo y, desde 2005 es columnista del diario El Mercurio.
Ha sido Premio Consejo Mundial de Educación (World Council For Curriculum and Instruction),  por Contribución a la Paz Mundial y Comprensión entre los Pueblos (1992), ha dado conferencias en Argentina (CARI), Alemania y Gran Bretaña sobre relaciones internacionales y ha ejercido como profesora en las universidades Católica y Adolfo Ibáñez.
Estuvo entre quienes acompañaron al presidente Eduardo Frei Ruiz-Tagle a Alemania y Polonia, países en los que entrevistó a los jefes de gobierno, y al presidente Ricardo Lagos durante su visita a Washington, donde entrevistó a George W. Bush, y a Nueva York, donde se reunió con el entonces secretario general de la ONU, Kofi Annan. 
Ha entrevistado a importantes personajes públicos, entre los que cabe destacar a Mijaíl Gorbachov, Henry Kissinger y Margaret Thatcher.

## Polémicas
En septiembre de 2023, en el marco del 50.º aniversario del Golpe de Estado en Chile, envió una carta al director del diario El Mercurio llamando a la «reconciliación» de los chilenos y ocupando como ejemplo la relación reconstruida entre Alemania y Francia tras la Segunda Guerra Mundial. La carta causó polémica en los medios sociales, donde se la cuestionó por omitir los juicios que vivieron los oficiales nazis después de la guerra y que permitieron a ambos países avanzar en su reconciliación.